# 데드 스페이스 (2023년 비디오 게임)
《데드 스페이스》(Dead Space)는 모비드 스튜디오가 개발하고 일렉트로닉 아츠가 배급한 2023년 서바이벌 호러 비디오 게임이다. 《데드 스페이스》 시리즈의 첫 번째 게임 《데드 스페이스 (2008)》의 리메이크로, 2013년 《데드 스페이스 3》 이후 10년 만에 발매된 후속작이다.
플레이스테이션 5, 엑스박스 시리즈 X/S 및 윈도우로 2023년 1월 27일 발매됐다.

## 반응
《데드 스페이스》는 리뷰 애그리게이터 웹사이트 메타크리틱에서 "대체적으로 긍정적인 평가"를 기록했다.

## 참조

### 주해
1. ↑  원작 게임은 비서럴 게임스(EA 레드우드 쇼어즈)가 개발.